# Potato Sack

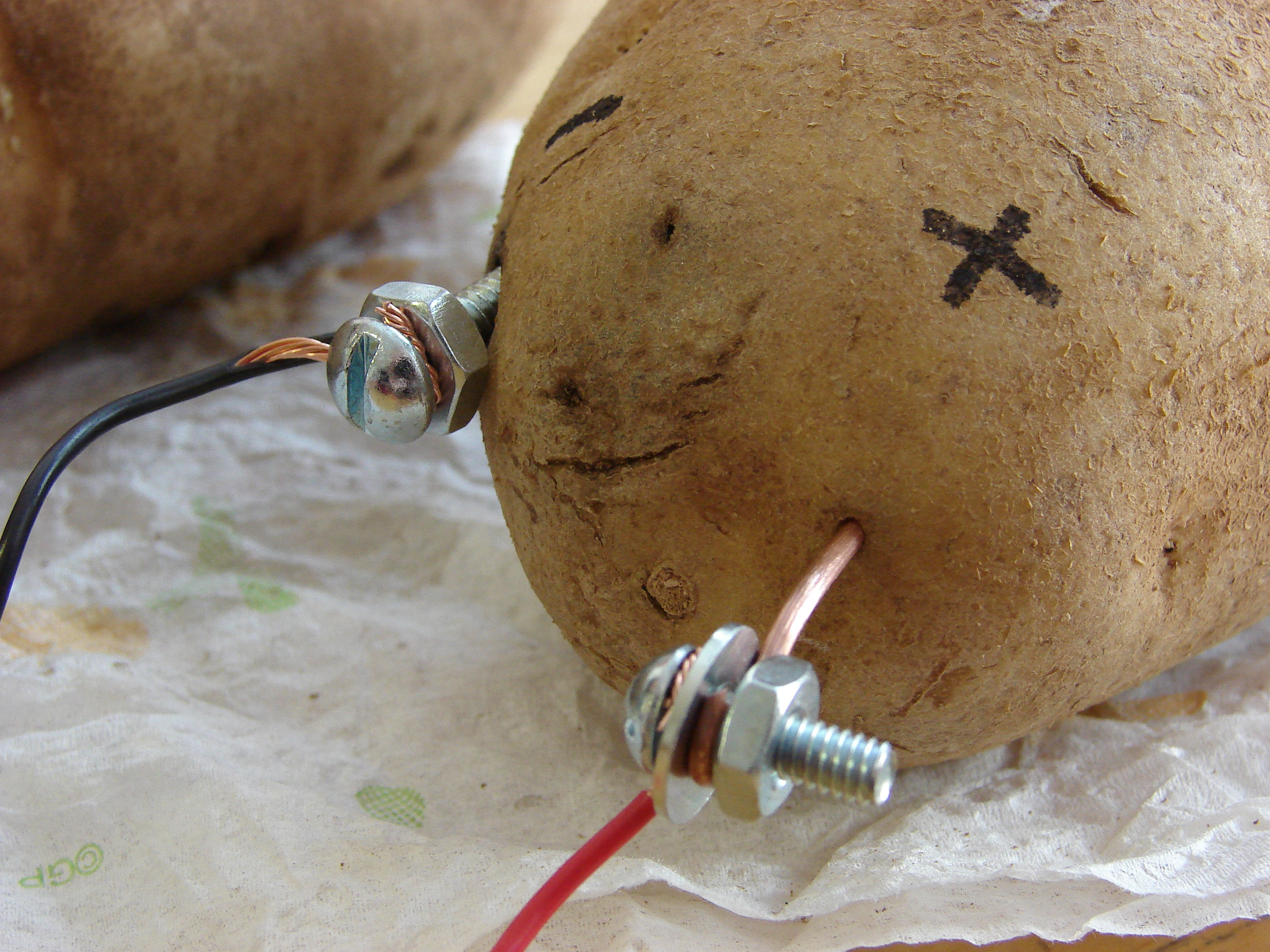
另类实境游戏的马铃薯主题源于《传送门2》的反派GLaDOS需要马铃薯电池供电。

Potato Sack是威尔乌于2011年4月为推广旗下作品《传送门2》打造的一款另类实境游戏，由十三位独立电子游戏开发者制作。威尔乌总裁加布·纽维尔在2010年12月设想该作是“跨游戏作品设计活动”，开发商可以无偿使用威尔乌《传送门》的知识产权设计游戏。游戏以激活《传送门》系列有感知力的计算机反派GLaDOS的幌子，需要玩家找出并揭开隐藏在十三个游戏的更新中的谜题，从而获得提前10小时玩上《传送门2》的机会。游戏的马铃薯主题取材于《传送门2》的剧情元素，当中GLaDOS的性格模块是由马铃薯电池供电的。
许多人参与游戏的解谜活动。玩家和记者们的评价褒贬不一，有些人认为游戏体现了威尔乌对独立游戏开发的鼎力支持和承诺，其他人表示最终的结论有限的利益是为了将买游戏合理化。

## 历史

### Potato Sack包
2011年4月1日，Potato Sack包毫无预警在Steam上架，所含的下列游戏按原价75%发售：
| 游戏                                                           | 开发商                               | 发行年份 |
| -------------------------------------------------------------- | ------------------------------------ | -------- |
| 《1... 2... 3... KICK IT! (Drop That Beat Like an Ugly Baby)》 | Dejobaan Games                       | 2011     |
| 《轻率漠视重力》                                               | Dejobaan Games                       | 2009     |
| 《失忆症：黑暗后裔》                                           | Frictional Games                     | 2010     |
| 《音乐战机》                                                   | Invisible Handlebar                  | 2008     |
| 《球》                                                         | Teotl Studios / Tripwire Interactive | 2010     |
| 《节奏方块》                                                   | Gaijin Games                         | 2009     |
| 《奇想齿轮》                                                   | Lazy 8 Studios                       | 2009     |
| 《防御阵型》                                                   | 密道娱乐                             | 2008     |
| 《殺戮空間》                                                   | Tripwire Interactive                 | 2009     |
| 《RUSH》                                                       | Two Tribes                           | 2010     |
| 《超级肉肉男孩》                                               | Team Meat                            | 2010     |
| 《小鸡快跑》                                                   | Two Tribes                           | 2010     |
| 《世界的美妙结局》                                             | Dejobaan Games                       | 2009     |

### 首轮更新

第一个阶段中，玩家发现包含16个辅音的短语，会找到最终形成字幕位图图像的4x4网格，之后和其他字母组合，就能找到完整密码。

Potato Sack包发行日，玩家发现所含游戏最近获得更新。大多数更新直接改变了外观，改换或增添了和马铃薯有关的物件。玩家开始深入探索这些新物件，发现一系列和特定字母有关的指向其他游戏的象形文字，还有指向特定密码的无意义句子。其他不那么直接的线索则利用了Twitter和YouTube等网站嵌入。在《小鸡快跑》的例子中，少部分新关卡包含了指向Two Tribes总部经纬度坐标的盲文代码。一位叫“Jack_R”的玩家亲自前往Two Tribes，找到了贴在总部外面的象形文字和暗号。Two Tribes的开发者知道他在场，开始在对面街的理发店拍他。他们后来利用他攀爬柱子寻找线索的影片，制作了第二阶段的另一个线索。

### 次轮更新
4月7日，Potato Sack的每个游戏收到了第二个大更新。玩家完成游戏中的特定任务找到更新，会在Steam界面中找到虚构的光圈科技公司的登录屏幕。其他指向密码的任务和线索可以用来登录这些光圈科技的屏幕。玩家登录后会获得《传送门2》草图的压缩图片存档，包括威尔乌总部所在地西雅图的阿尔法通道图片。每个存档又包含着被密码保护的大型存档的一部分，包含更多西雅图地区的照片，解开密码需要利用第一个更新的象形文字、代码和字母。这些点的位置被绘制在展示出单词“prelude”（前奏）的地图上，联系着每个谜题的指南。此外，玩家登陆这些屏幕会在Steam个人资料上收到一个马铃薯图标。

### 三轮更新

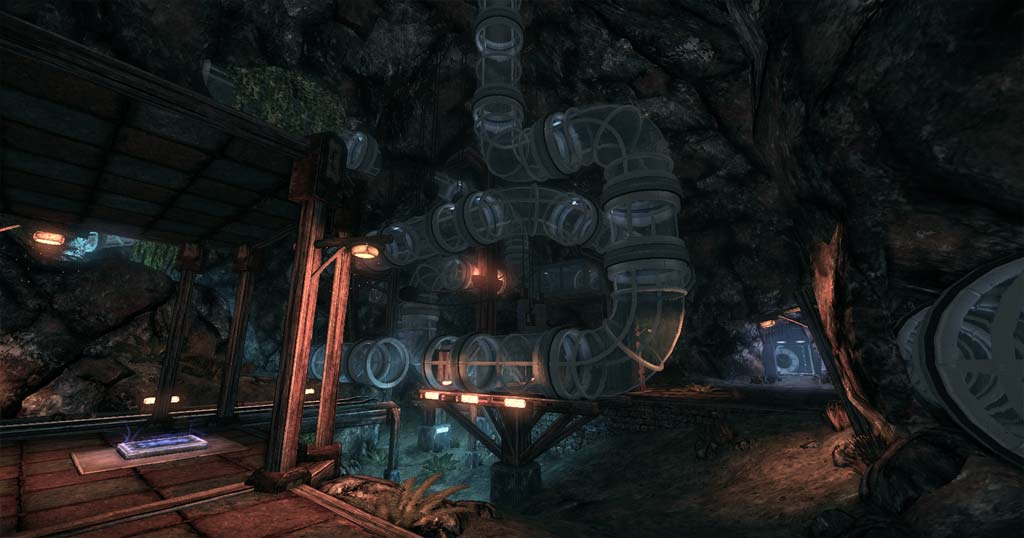
第三轮更新中，Teotl Studios在他们的游戏《球》的玛雅风格关卡中加入《传送门》主题关卡设计。

4月12日，每个更新又收到另一轮更新。这番更新都是《传送门》主题的，例如《球》和《杀戮空间》中取材自光圈科技的关卡。完成新内容的特定关卡，玩家再度来到光圈科技屏幕前，而这次屏幕提供了一条加密的线索音频。该线索分成两段，和此前在西雅图被发现的地点有关。在地图上标出这些点，利用线索中一般会出现的地点，玩家找到Steam一个的小组名字，这个小组有个组员叫“恐龙”，这个名字在游戏早期被用来公布《传送门2》。这名用户档案出现了一个指向在2011年4月15日到期的倒计时的二维码截图。玩家发现这些音频线索，在Steam档案中获得一个马铃薯。有待发现的马铃薯共有36个，35个在游戏和被提到的Steam小组中，剩下一个在另外35个被找到后会出现。
在这些更改出现的同时，《传送门2》可以在Steam客户端中预加载。于是，记者和玩家纷纷怀疑《传送门2》在倒计时结束时已经提前解锁。这和内维尔给许多游戏网站发去的单独嵌入谜题的信息吻合，该消息暗示材料“提早发布”和“十三个场外房间”，似乎指独立游戏和消息“4/19/2011 7 AM == 4/15/2011 9 AM”，再次指《传送门2》的计划发售日和倒计时。随着4月15日的日益临近，约9名狂热玩家疑似退出各种聊天室，留下“天空有一个我可以飞出去的洞”——《传送门》早期宣传用过的标语。其他玩家找到他们时，他们对自己的行为保持神秘，表现腼腆，仿佛被GLaDOS“感染”。后来据透露，威尔乌在几天前接触他们，邀请他们到总部提前试玩《传送门2》。

### GLaDOS@Home
倒计时网页结束时重定向至虚构的光圈科技网站的新页面，名叫“GLaDOS@Home”。网站恶搞诸如Folding@home的分布式计算系统，表示如果玩家游玩Potato Sack的13款游戏产生足够的CPU循环，GLaDOS会提早启动，明显暗示《传送门2》会提前于原计划的太平洋时间2011年4月19日上午9点发售。被找到马铃薯的数目会影响“启动”。这个阶段更新的游戏只有《杀戮空间》，当中一张《传送门》主题的地图有个特殊密室会在玩家完成游戏成就时打开。玩家将游玩各个游戏的时间安排下来，希望将进展速率最大化，最终比预定时间提前10个小时在Steam上解锁《传送门2》。大约1800名玩家在《传送门2》发布时拿到全部36块马铃薯，获得能够转赠他人的威尔乌完全游戏包，包括《传送门2》。而至少找到13块马铃薯，或者游玩Potato Sack每款游戏一定时间的玩家获得《军团要塞2》的《传送门2》主题物品。

### 回归
2012年6月13日，Potato Sack捆绑包以“Potato Sack - 2012年6月”的名义在Steam短暂回归。

## 开发
2010年3月《传送门2》公布的数个星期前，威尔乌推出了一场另类实境游戏。游戏由《传送门》的一个指向多个谜题的补丁发动，补丁发布仅几个小时，谜题便获得解决。

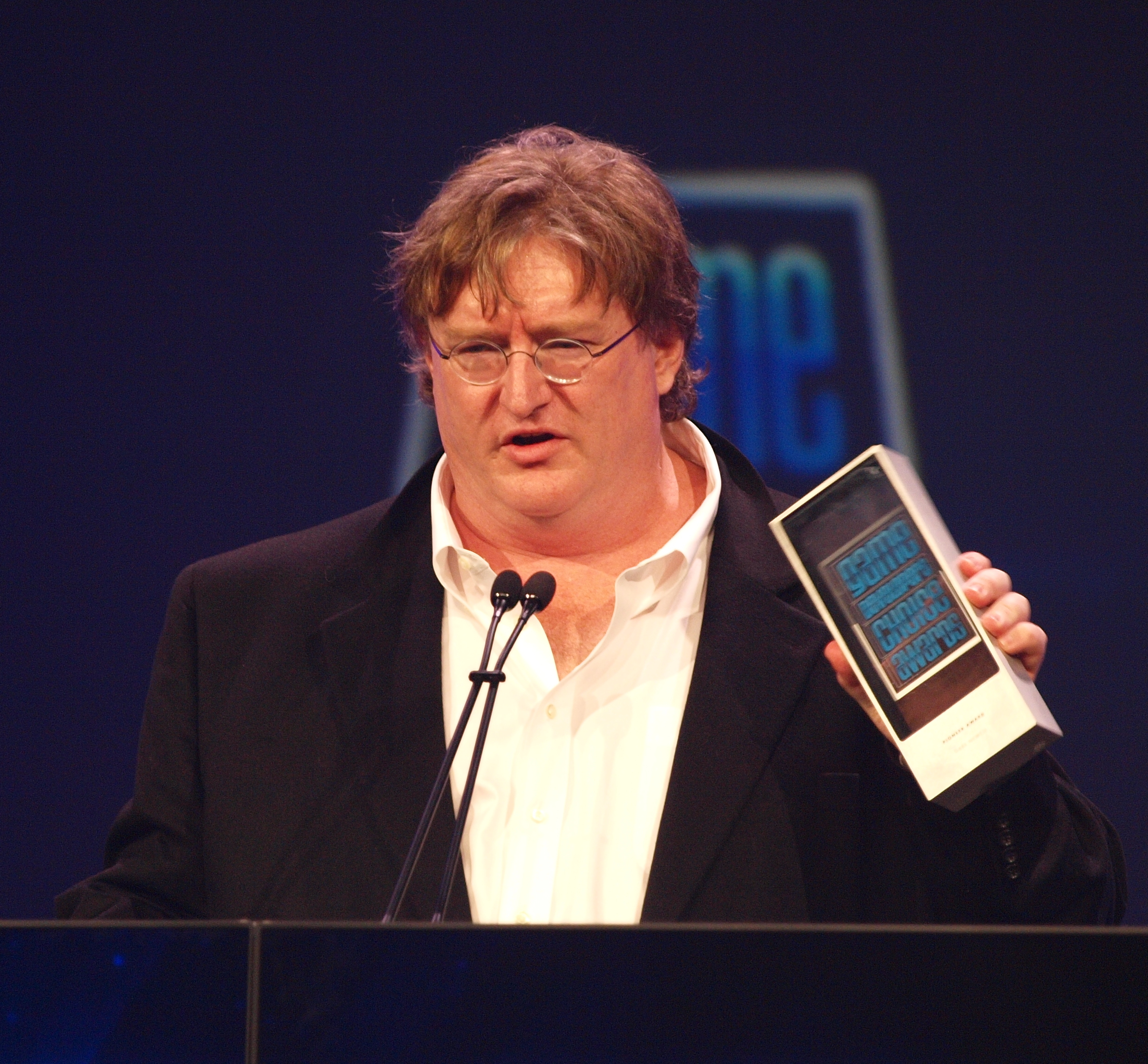
另类实境游戏的提出者是威尔乌总裁加布·纽维尔。

Potato Sack的概念大约在2010年12月由威尔乌主席加布·纽维尔提出。首个另类实境游戏大获成功后，他看到了透过“跨游戏设计活动”推广万众瞩目的《传送门2》发行及独立游戏的办法。Dejobaan Games的里奥·加特利（Leo Jaitley）认为威尔乌针对开发商，被证明是追踪和其他开发商合作的记录，并非针对特定游戏的销售或流行程度。12月16日，威尔乌邀请20家独立开发商莅临总部，但没有解释这次造访的缘由。Gaijin Games的总裁艾利克斯·纽斯（Alex Neuse）表示，只有在到了场，威尔乌才解释这次推广活动的终极目标是在另类实境游戏的最后提前发售《传送门2》。Lazy 8 Studios的罗布·杰格瑙（Rob Jagnow）表示，威尔乌向开发商表明了开放的关系，声称他们“不会有限制，没有保密合约”，项目“建基于互相信任和尊重”。加特利认为，“大多数参与的厂商知道可能会有点回报，但没有任何前期或任何财富的承诺”。
为了帮助这个游戏，威尔乌让开发商自由控制游戏结构，完全将《传送门》的知识产权用在他们的游戏中。资产其中包括GLaDOS配音演员艾伦·麦克莱恩的更多配音，艾伦为此录制了许多嘲笑玩家的对白。此外，开发商还有机会试玩《传送门2》已经做好的内容，为游戏培养灵感。接下来的日子，威尔乌和独立开发商合作设计游戏，打造了三个阶段、阶段之间解谜时限和游戏总局请。开发商决定，游戏的背景大约设置在《传送门》结尾显然被毁的GLaDOS回归时，留下了暗示她将在几个游戏中复活的线索。马铃薯主题取材于《传送门2》的背景，游戏中，GLaDOS的性格被装进马铃薯电池。为了宣传游戏，威尔乌和开发商安排了Potato Sack销售活动，“让铁杆玩家更容易参与ARG的方方面面”。
游戏上线前在12月的会议和2011年3月的第二次召集期间，威尔乌和开发商之间没有直接的开头交谈。相反，独立开发商们花时间使用威尔乌共享的Wiki计划和协调游戏。他们各自为自己的游戏开发新内容，其中大多数在目前正在进行的项目中增添内容，其他的则找回以前的编程代码，在添加ARG的新内容时重温一遍。威尔乌的吉普·巴内特（Jeep Barnett）在协调上付出了很多。2011年3月，各方第二次在威尔乌会面，确认ARG启动计划。

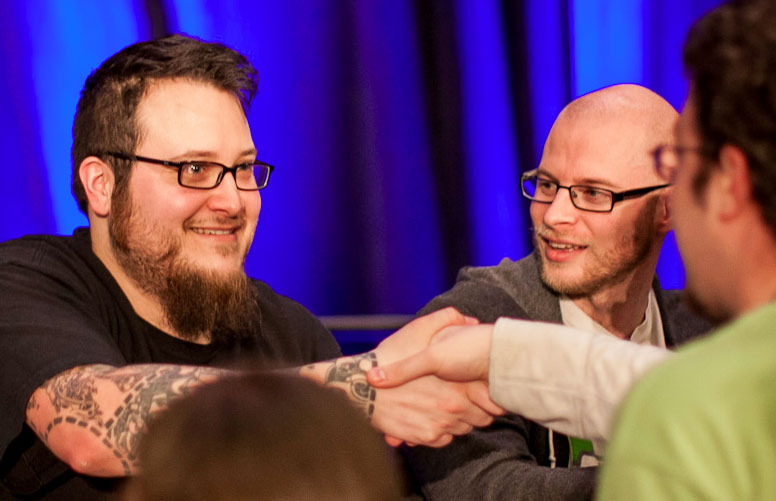
另类实境游戏的创造者、《超级肉肉男孩》开发者之一埃德蒙·麦克米伦（左）

首轮更新适逢愚人节，新出现的土豆和胡言乱语和那天一般出现的恶作剧一样。整个游戏中，开发商通过用来协调解决问题的IRC、论坛和网站监测玩家动态。这样做使得Two Tribes准备Jake_R的造访，将聊天室截图被整合到谜题中；或者一名聊天室用户紧随红鲱鱼探访Team Meat加利福尼亚工作室，埃德蒙·麦克米伦安排和这名用户见面，送给他《超级肉肉男孩》的签名版。监测玩家使得开发商为纠结中的玩家提供暗示和线索，确保ARG顺利及时进行。由于ARG中的许多谜题是跨游戏的，比如光圈科技登录界面的密码要在另一个游戏中找。纽斯认为如果玩家需要更多的时间来盘算，这样可能会增加跨游戏谜题的复杂程度。威尔乌在参与过程中的敏捷性，帮助了开发商。第二阶段期间，其中一家开发商问纽维尔会不会参与ARG，纽维尔随即将带有加密消息的图片发给媒体。威尔乌还在《传送门2》的宣传视频中隐藏信息，给ARG玩家指定方向，比如喊出部分玩家的名字。
活动期间，玩家解谜的手段往往令人意想不到，开发商和玩家谜题于是就这些问题进行角力。比方说，玩家想下载游戏补丁的测试版，威尔乌不出几分钟便终止访问。威尔乌还对一个玩家凭Steam凭证无需完成目标成就，便能获得土豆的网站作出快速反应，发出去的土豆只占1%。威尔乌后来将这些土豆撤销，让玩家通过合法手段重新赢得。另有玩家检查了补丁游戏的文件和二进制代码，尝试找出一般在游戏时才能见到的密码字符串或其他标识符。至少有一次，这些措施能在谜题获得解决前透露解决方案，ARG不鼓励这样做，为这些行动向威尔乌道歉。如果可能，开发商会转移那些想侵入游戏的人的实现，比如使用瑞克搖擺。
杰格瑙认为游戏完成后开发商做出了许多事后的改变。他认为，一个方面是游戏剧情中被薄弱的部分，这在他看来应在游戏开始更多地融入。他表示，4月1日发布Potato Sack是个糟糕的决定，由于没有事先和媒体沟通好，游戏和那天的其他活动被强行联系在一起，部分媒体报道这种可能的恶作剧时很是犹豫，担心之后不得不撤回报道。第三个阶段中，部分玩家被GLaDOS“接管”，杰格瑙认为他们过早提取出这些在聊天室和wiki协调中极具影响力的玩家，使得剩下的玩家感到迷惑。相反，杰格瑙认为开发商应该找到方法，允许这些玩家继续参与到结束。杰格瑙认为游戏渐强的推动、GLaDOS@Home的“外观”是最大的败笔。计划让包括国际玩家在内的更多玩家参与《传送门2》提前发行的计划，从4月16日或17日提前到了4月15日，获得媒体的关注。相反，开发商发现游戏已有的玩家由于没有新的谜题去解非常沮丧，同时被媒体引导到网站的新玩家非常怀疑，认为活动“是让希望《传送门2》提前发布的玩家购买Potato Sack的廉价媒体策略”。

## 评价
总的来说，这款另類實境遊戲得到了来自游戏玩家们不同的反应，有人称赞它是《传送门2》和独立游戏的一个优秀营销手段，还有人则认为这是一种强迫玩家们购买原本没有打算购买的游戏的行为。GamePro的Pete Davison认为这是一种“冒险的营销举动”，这么做的原因是威尔乌与玩家相互间的信任和自身的长期声誉，以及可以塑造威尔乌“大力支持独立游戏”的形象。《福布斯》的David Ewalt认为这种策略对于独立游戏开发者来说是有巨大的好处，他们的游戏在《传送门2》发行的几周内登上了Steam销售排行榜。Ars Technica的Ben Kuchera指出，人们完全有可能忽略Potato Sack而且威尔乌不会有任何负面影响或失去任何潜在的利益。Kotaku的Luke Plunkett评论道，对于北美的大多数玩家来说仅提前10小时前发布《传送门2》没有太大意义，游戏会在夜晚凌晨发布，如果他们要像往常一样上班，他们将无法通宵游玩。因此，购买Potato Sack并花费时间在这个游戏中的玩家可能已经浪费了他们的钱，因为仅提前十小时发布对他们几乎无所意义。 Gamasutra的Leigh Alexander也批评Potato Sack未能在游戏成功完成时给出玩家期望的奖励，并拿该游戏仅提前10小时发布与电影《A Christmas Story》的一个小插曲相比，在主要角色存钱并等待后数周后解密广播节目的消息，发现该消息仅仅是一条广告。Alexander建议，Potato Sack应该让玩家清楚可能提供的奖励，然后在游戏完成时可以超过玩家的期望。一些国家的零售商改变了他们的发售日期，由于他们晚于Steam发售，于是提前发售了游戏以避免销售量下降。
Potato Sack帮助推动了独立游戏的销售，《传送门2》发布之前一周，Potato Sack成为了在Steam上的第二高销量游戏，仅次于《传送门2》。《音乐战机》的程序员Dylan Fitterer指出，在促销期间有超过6000人在玩他的游戏，而在这之前只有300人。Dylan Fitterer还看到了基于另類實境遊戲为《音乐战机》开发一个新游戏的机会。Dejobaan Games的Ichiro Lambe也对游戏销量的增加感到满意，这笔额外的收入让他继续过上舒适的生活。Frictional Games的Thomas Grip声称在Potato Sack销售的头两天内，《失忆症：黑暗后裔》的销售利润完全超过了他们在Potato Sack的开发成本。Tripwire Interactive的John Gibson认为，只要玩家对此感到很有意思，类似的另類實境遊戲将来即使没有《传送门2》的促进下也可以达到这种程度。
调查记者注意到，在Metacritic中关于《传送门2》有许多玩家的评论引起了对游戏的负面评价，据信这与《传送门2》提前发布时间太短有关。这些玩家抱怨游戏流程太短（有人说它只有四个小时的游玩时间），而且某些版本上还推出了付费DLC，and supposed evidence that the game on Microsoft Windows and Mac OS X were ports of the console version。调查记者在这些说法中为威尔乌辩解，反驳说游戏的长度取决于玩家在游戏中的沉浸程度，付费DLC只是额外的增加内容，and that the quality of the graphics on the Windows and Mac version do not suggest a simple console port。